# Petits Cauchemars avant la nuit
Pour les articles homonymes, voir Body Bags.
Pour plus de détails, voir Fiche technique et Distribution.
Petits Cauchemars avant la nuit ou Cadavre au menu au Québec (Body Bags) est un téléfilm américain à sketches réalisé par John Carpenter et Tobe Hooper et diffusé en 1993.
En France, il a été diffusé le 20 mai 1995 sur Canal+ sous son titre original, puis dans Les Jeudis de l'angoisse le 19 décembre 1996,, sur M6 sous son titre français. Rediffusion le 6 janvier 2000 sur M6.

## Synopsis
Un médecin légiste à l'air étrange et effrayant présente trois contes d'horreur différents impliquant son travail actuel sur divers cadavres horribles dans des sacs mortuaires (body bags en VO).
La Station service (The Gas Station)
Une étudiante est embauchée pour travailler de nuit dans une station-service tandis qu'un tueur en série sème la terreur en ville.
Les Cheveux du Docteur Miracle (Hair)
Richard Coberts commence à perdre ses cheveux et cela l'inquiète. Il décide de subir une intervention chirurgicale révolutionnaire afin d'enrayer le phénomène.
Œil pour œil (Eye)
Brent Matthews, joueur de baseball professionnel, perd un œil à la suite d'un accident de voiture. On lui greffe celui d'un mystérieux donateur. Dès lors, il commence à avoir des visions sanglantes.

## Fiche technique
Sauf indication contraire, les informations mentionnées dans cette section peuvent être confirmées par la base de données cinématographiques IMDb,  présente dans la section « Liens externes ».
- Titre français : Petits Cauchemars avant la nuit (ou parfois Sacs à cadavres[5])
- Titre québécois : Cadavres au menu
- Titre original : Body Bags
- Titre alternatif : John Carpenter Presents “Mind Games”[5]
- Réalisation : John Carpenter (introduction, La Station service, Les Cheveux du Docteur Miracle et épilogue) et Tobe Hooper (Œil pour œil), avec la participation non créditée de Larry Sulkis
- Scénario : Billy Brown et Dan Angel
- Musique : John Carpenter et Jim Lang
- Photographie : Gary B. Kibbe (en)
- Montage : Edward A. Warschilka
- Production : Dan Angel, John Carpenter et Sandy King (en)
- Pays de production :  États-Unis
- Format : Couleurs - 1,33:1 - Stéréo - 35 mm
- Genre : comédie horrifique, thriller, film à sketches
- Durée : 91 minutes
- Dates de sortie[5] :
  - États-Unis : 8 août 1993 (1re diffusion sur Showtime)
  - France : février 1994 (Festival international du film fantastique de Gérardmer)
  - France : 19 décembre 1996 (diffusion sur M6)
- Classification[6] :
  - États-Unis : R
  - France : interdit aux moins de 12 ans[réf. nécessaire]

## Distribution
Introduction et épilogue
- John Carpenter : le médecin légiste
- Tom Arnold : 1er assistant
- Tobe Hooper : 2e assistant

La Station service (The Gas Station)
- Robert Carradine : Bill
- Alex Datcher : Anne
- Peter Jason : Gent
- Molly Cheek : la femme divorcée
- Wes Craven : Le client qui demande des cigarettes
- Sam Raimi : Bill, mort
- David Naughton : Pete
- George Buck Flower : l'étranger
- Lucy Boryer : Peggy

Les Cheveux du Docteur Miracle (Hair)
- Stacy Keach (VF : Patrice Melennec) : Richard Coberts
- David Warner : Dr Lock
- Sheena Easton : Megan
- Dan Blom : Dennis
- Deborah Harry : l'infirmière

Œil pour œil (Eye)
- Mark Hamill (VF : François Jaubert) : Brent Matthews
- Twiggy : Cathy Matthews
- John Agar : Dr Lang
- Roger Corman : Dr Bregman
- Charles Napier : le manager de l'équipe de baseball
- Eddie Velez : un joueur de baseball
- Betty Muramoto : la libraire

## Production
Le tournage a lieu en Californie : à Pearblossom, Newhall, Los Angeles (Downtown, Woodland Hills, ...) ou encore à Valencia.

## Musique
Albums de John Carpenter
Invasion Los Angeles
(1988) L'Antre de la folie
(1995)
La musique du film est composée par John Carpenter et Jim Lang.
Liste des titres
1. The Coroner's Theme
2. The Picture on the Wall
3. Alone
4. Cornered
5. Locked Out
6. The Corpse in the Cab
7. Body Bag #1
8. Brain Trouble
9. Long Beautiful Hair
10. Broken Glass
11. Dr. Lang
12. The Operation
13. I Can See
14. Vision
15. Vision and Voices
16. Put Them in the Ground
17. Vision and Rape
18. John Randle
19. ...Pluck It Out

## Distinctions
- CableACE Awards 1994 : nomination aux prix de meilleur acteur d'une série dramatique, meilleur maquillage et meilleur scénario d'une série dramatique[9]
- Fantasporto 1994 : nomination au prix de meilleur film

## Clin d'œil
Dans le premier sketch, le journaliste télévisé évoque un meurtre survenu dans la ville de Haddonfield. Il s'agit d'une ville fictive dans la saga Halloween, dont le premier volet est également réalisé par John Carpenter.